# Batman: The Dark Knight Returns (film)
Cet article concerne le film d'animation. Pour le comics, voir Batman: The Dark Knight Returns.
Pour plus de détails, voir Fiche technique et Distribution.
Batman: The Dark Knight Returns est un film d'animation américain en deux parties, réalisé par Jay Oliva, sorti directement en vidéo en 2012 et en 2013, 15e et 16e films de la collection DC Universe Animated Original Movies.
Le film est adapté du roman graphique Batman: The Dark knight Returns de Frank Miller publié en 1986 par DC Comics.

## Synopsis

### Partie 1
L'intrigue se passe dans un futur proche, où Batman n'est plus qu'un souvenir pour ceux qui ont connu sa croisade contre le crime et un mythe pour les plus jeunes.
Cela fait huit ans que Batman est apparu pour la dernière fois après la mort de Jason Todd, le taux de criminalité est redevenu très fort à Gotham et un nouveau groupe de criminels, se faisant appeler les Mutants, a fait surface. Devant l'atrocité de leurs crimes, Bruce Wayne, vieillissant et affaibli, va faire revivre le Chevalier Noir.

### Partie 2
Batman, s'activant à arrêter les multiples gangs nés de la dissolution du gang des Mutants, dont nombre des membres, inspirés par Batman, se sont rassemblés à nouveau pour devenir un groupe de justiciers extrémistes nommés les Fils de Batman, voit ressurgir un vieil ennemi du passé. En effet, motivé par le retour de Batman, le Joker, qui était en catatonie après la retraite de Batman, se déchaîne, s'évade et provoque des meurtres en série.
Alors que le dernier combat de Batman et de son plus grand ennemi, plus violent que jamais, est inéluctable, Superman, étant entré au service du gouvernement depuis plus de 10 ans, demande à Batman de cesser ses activités qui mettent mal à l'aise les hommes politiques. Batman réussit à faire baisser le taux de criminalité là où le laxisme du gouvernement n'y change rien, ce qui ne manque pas de les embarrasser au plus haut point. Sous les ordres du président Ronald Reagan, Superman, ne voulant pas que ça se passe comme ça malgré tout, laisse alors le choix à Bruce : la retraite ou la mort...

## Fiche technique
- Titre original : Batman: The Dark Knight Returns
- Titre original partie 1 : Batman: The Dark Knight Returns, Part 1
- Titre français partie 1 : Batman: The Dark Knight Returns, partie 1
- Titre original partie 2 : Batman: The Dark Knight Returns, Part 2
- Titre français partie 2 : Batman: The Dark Knight Returns, partie 2
- Réalisation : Jay Oliva
- Scénario : Bob Goodman, d'après le roman graphique de Frank Miller et les personnages de DC Comics
- Musique : Christopher Drake
- Montage : Christopher D. Lozinski
- Coproduction : Alan Burnett
- Production déléguée : Benjamin Melniker, Sam Register, Bruce Timm et Michael E. Uslan
- Production associée : Michael Macasero
- Sociétés de production : Warner Bros. Animation et DC Entertainment
- Société de distribution : Warner Premiere
- Pays de production :  États-Unis
- Langue originale : anglais
- Genre : animation, super-héros
- Durée : 76 minutes (partie 1), 76 minutes (partie 2), 156 minutes (Deluxe Edition)
- Format : couleur et noir et blanc — 1.78:1
- Dates de sortie :
Partie 1
  - États-Unis : 25 septembre 2012[1]
  - France : 2 mai 2013[2]

Partie 2
  - États-Unis : 29 janvier 2013[3]
  - France : 2 mai 2013[4]
- Classification : PG-13 (interdit -13 ans) aux États-Unis

 Sauf indication contraire, les informations mentionnées dans cette section peuvent être confirmées par les bases de données cinématographiques IMDb et Allociné,  présentes dans la section « Liens externes ».

## Distribution

### Partie 1
- Peter Weller (VF : Saïd Amadis) : Bruce Wayne / Batman[5]
- Wade Williams (VF : Jérôme Pauwels) : Harvey Dent / Double-Face[5]
- Michael Emerson (VF : Jérôme Pauwels) : le Joker[5]
- David Selby (VF : Jean-Claude Sachot) : Commissaire James "Jim" Gordon[5]
- Michael McKean (VF : Jean-Claude Donda) : le Dr Bartholomew Wolper[5]
- Ariel Winter (VF : Karine Foviau) : Carrie Kelley / Robin[5]
- Gary Anthony Williams (VF : Thierry Murzeau) : le Chef des Mutants[5]
- Cathy Cavadini (VF : Kelvine Dumour) : Joanie
- Michael Jackson (VF : Jacques Ciron) : Alfred Pennyworth
- Gary Sturgis (en) (VF : Jean-Claude Donda) : Silk
- Dee Bradley Baker (VF : Jérôme Pauwels) : Don
- Rob Paulsen (VF : Marc Perez) : Rob
- Andrea Romano (VF : Odile Schmitt) : la présentatrice télé
- Paget Brewster (VF : Kelvine Dumour) : Lana Lang
- Richard Doyle (VF : Jean-Claude Donda) : le maire
- Frank Welker (VF : Thierry Murzeau) : Stevenson, l'adjoint au maire
- Townsend Coleman (VF : Jean-Claude Donda) : Morrie
- Grey DeLisle (VF : Kelvine Dumour) : Anchor Carla
- Greg Eagles (VF : Jérôme Pauwels) : Mackie
- Danny Jacobs (VF : Paolo Domingo) : Merkel
- Bruce Timm (VF : Saïd Amadis) : Thomas Wayne
- Maurice LaMarche (VF : Thierry Murzeau) : le  Dr Willing
- Yuri Lowenthal (VF : Paolo Domingo) : le fils de Batman au journal télévisé
- Sam McMurray (VF : Jean-Claude Donda) : Anchor Ted
- Jim Meskimen (VF : Thierry Murzeau) : le général Briggs
- Tara Strong (VF : Kelvine Dumour) : Michelle
- James Arnold Taylor (VF : Thierry Murzeau) : monsieur Hudson
- Gwendoline Yeo (VF : Odile Schmitt) : Lola Chong
- Jim Wise (VF : Jean-Claude Donda) : Femur

 Source et légende : version française (VF) sur AlloDoublage

### Partie 2
- Peter Weller (VF : Saïd Amadis) : Bruce Wayne / Batman
- Michael McKean (VF : Jean-Claude Donda) : le Dr Bartholomew Wolper
- Ariel Winter (VF : Karine Foviau) : Carrie Kelley / Robin
- Michael Emerson (VF : Xavier Fagnon) : le Joker
- David Selby (VF : Jean-Claude Sachot) : Commissaire James "Jim" Gordon
- Paget Brewster (VF : Kelvine Dumour) : Lana Lang
- Michael Jackson (VF : Jacques Ciron) : Alfred Pennyworth
- Mark Valley (VF : Emmanuel Jacomy) : Clark Kent / Superman
- Maria Canal-Barrera (VF : Odile Schmitt) : le commissaire Ellen Yindel
- Robin Atkin Downes (VF : Jérôme Pauwels) : Oliver Queen
- Dee Bradley Baker (VF : Jérôme Pauwels) : Don
- Carlos Alazraqui (VF : Michel Vigné) : Hector Noches
- Tress MacNeille (VF : Kelvine Dumour) : Selina Kyle
- Townsend Coleman (VF : Jean-Claude Donda) : Morrie
- Grey DeLisle (VF : Kelvine Dumour) : Anchor Carla, Sarah Essen
- Greg Eagles (VF : Jérôme Pauwels) : Ben Derrick
- Danny Jacobs (VF : Paolo Domingo) : Merkel
- Rob Paulsen (VF : Marc Perez) : Rob
- Tara Strong (VF : Kelvine Dumour) : Trish
- Maurice LaMarche (VF : Thierry Murzeau) : Anchor Tom
- Gwendoline Yeo (VF : Odile Schmitt) : Lola Chong
- Yuri Lowenthal (VF : Paolo Domingo) : un des fils de Batman
- Jason Charles Miller (en) (VF : Thierry Murzeau) : le vendeur d'alcool
- Jim Meskimen (VF : Michel Vigné) : le Président Ronald Reagan
- Conan O'Brien (VF : Marc Perez) : Dave Endochrine
- Frank Welker (VF : Michel Vigné) : Frank
- Gary Anthony Williams (VF : Jérôme Pauwels) : Bill Weathers
- James Patrick Stewart (VF : Michel Vigné) : le gouverneur Mahoney
- Bruce Timm (VF : Thierry Murzeau) : le pompier au tuyau

 Source et légende : version française (VF) sur AlloDoublage

## Bande originale
La bande originale est composée par Christopher Drake, déjà connu pour avoir travaillé sur d'autres adaptations en film d'animation de comics DC. Une édition Deluxe de la bande originale sort le 8 octobre 2013 aux États-Unis, comportant 2 disques, chacun contenant la musique d'une partie.

## Accueil

### Sortie
La partie 1 du film sort en DVD et Blu-ray le 25 septembre 2012 aux États-Unis et le 2 mai 2013 en France,. La partie 2 sort en DVD et Blu-ray le 29 janvier 2013 aux États-Unis et le 2 mai 2013 en France,.
Le 16 novembre 2012, l'éditeur Urban Comics sort une édition limitée du comics Batman: The Dark knight Returns accompagné de la première partie du film d'animation en DVD et Blu-ray. L'éditeur réitérera l'opération pour la seconde partie du film, en sortant une édition limitée du comics Batman: The Dark Knight Strikes Again, suite directe de Batman: The Dark knight Returns, le 1er mars 2013.
Une édition Deluxe regroupant les deux parties du film sort aux États-Unis en DVD et Blu ray le 8 octobre 2013.

### Accueil critique
Batman: The Dark Knight Returns, partie 1 obtient un score de 100% sur le site Rotten Tomatoes sur la base de 5 critiques, avec une note moyenne de 7,90⁄10.
Joey Esposito, critique chez IGN, lui a donné une note de 7,5⁄10, louant les performances du casting vocal et de l'animation. Esposito a par contre reproché le mauvais rendu à l'écran des scènes des présentateurs télé ainsi que leur manque d'impact thématique, au contraire de ce qu'on peut avoir dans la bande dessinée, ce qui les rend sans grande portée au mieux. Il a également critiqué les monologues intérieurs de Batman, apparaissant comme ringard, ainsi que la mauvaise qualité des bonus du DVD,.
Joey Esposito a également noté la partie 2, en lui accordant une note de 8,6⁄10. Il loue l'interprétation de Michael Emerson en tant que Joker, ainsi que l'amélioration des bonus du Blu-ray.